# Clinopodium jacquelinae
Clinopodium jacquelinae là một loài thực vật có hoa trong họ Hoa môi. Loài này được Schmidt-Leb. mô tả khoa học đầu tiên năm 2006.